# Shwe Sin Win
Shwe Sin Win (* 11. Juli 1983) ist eine ehemalige myanmarische Gewichtheberin.
Sie war bei den Asienspielen 2002 in Busan in der Klasse bis 58 kg Dritte im Reißen und im Stoßen. Im Zweikampf reichte es jedoch nur zum vierten Platz, weil sie zwar wie die Bronzemedaillengewinnerin 212,5 kg erreichte, allerdings ein um 150 Gramm höheres Körpergewicht hatte. 2003 gewann sie bei den Südostasienspielen Bronze. Bei den Asienmeisterschaften 2004 wurde sie Vierte. 2005 gewann sie bei den Südostasienspielen wieder Bronze. Bei den Asienspielen 2006 in Doha war sie im Reißen Vierte, im Stoßen hatte sie allerdings keinen gültigen Versuch. 2007 nahm sie an den Weltmeisterschaften in Chiang Mai teil. Wegen eines Verstoßes gegen die Dopingbestimmungen wurde sie allerdings disqualifiziert und anschließend vom Weltverband IWF für zwei Jahre gesperrt.